# Dehnungssensor
Ein Dehnungssensor wird verwendet, um in der Werkstoffprüfung bei Zug-, Druck- oder Biegeversuchen die Dehnung zu messen. Hierzu werden analoge oder inkrementelle Wegsensoren verwendet. Aus deren Signal wird mit Hilfe der Probenabmessungen die Dehnung errechnet.
Dagegen wird die direkte Methode der Messung mittels Dehnungsmessstreifen nur noch selten angewendet, da solche Streifen auf jede einzelne Probe aufwendig aufgeklebt werden müssen.
Geringe Dehnungen über große Längen lassen sich vorteilhaft durch Faser-Bragg-Gitter messen. Diese aufgeklebten Lichtleitfasern filtern abhängig von ihrer Länge eine ganz bestimmte Lichtwellenlänge, die mit optischen Methoden analysiert werden kann.
Man unterscheidet zwischen direkter und indirekter Messung.

## Direkte Messung
Bei der Direktmessung wird direkt an der Probe gemessen. Hier können Auflösungen von bis zu 1 µm erreicht werden. Vor allem bei der Messung des E-Moduls ist solch hohe Präzision erforderlich.
Varianten sind:
- Messverfahren, die den Abstand zwischen Messmarken erfassen, ermitteln die technischen Dehnung ε einer Probe.
  - Ansetzaufnehmer
  - Videoextensometer (optisch/kamerabasiert – Kantenverfolgung von Messmarken auf der Probe)
  - Laserextensometer (optisch/Fotodetektor – Auswertung des zeitlichen Signalverlaufes eines Fotodetektors, welcher das Streulicht von Messmarken empfängt, die mit einem Laser überstrichen werden)
- Messverfahren auf Basis einer Bildkorrelation von Oberflächenmustern ermitteln anhand des Musterfließens, das an den Messstellen beobachtet wird, die „wahre“ oder logarithmische Dehnung ε' .
  - Grauwertkorrelation (optisch/kamerabasiert – Kreuzkorrelation von stochastischen Mustern auf der Probenoberfläche)
  - Laser Speckle Extensometer (optisch/kamerabasiert – Kreuzkorrelation von stochastischen Speckle-Interferenz-Mustern auf der Probenoberfläche. Das Verfahren ähnelt der Grauwertkorrelation, wobei das zu verfolgende Punktmuster durch Laser-Speckle erzeugt wird.).

Die Umrechnung von logarithmischer in technische Dehnung ist möglich, solange das Material im beobachteten Messbereich gleichmäßig, insbesondere ohne lokale Einschnürung, gedehnt wird:
{\displaystyle \varepsilon '=\ln \left({\frac {\ell }{\ell _{0}}}\right)=\ln \left(1+\varepsilon \right)}
Ab der Gleichmaßdehnung schnürt sich die Probe ein und wird dadurch lokal ungleichmäßig gedehnt. Infolgedessen ist die Umrechnung zwischen logarithmischer und technischer Dehnung fehlerbehaftet.

## Indirekte Messung
Indirekt heißt in diesem Fall, dass die Dehnung über einen Drehgeber an der Motorachse gemessen wird. Die Dehnung wird kalibriert, so dass pro Inkrement z. B. die Probe um 0,1 mm gedehnt wird.
Häufig wird diese Art von Dehnungsmesser als Traversenwegaufnehmer bezeichnet.
Nachteil dieser Messmethode ist, dass der „Schlupf“ im Probenhalter oder auch die Dehnung der Traverse sowie andere Verformungen in die Wegmessung mit eingehen. Die indirekte Dehnungsmessung ist daher für kleine Dehnungswerte nicht geeignet.